# Black Jack Special ~Inochi wo meguru mittsu no kiseki~
Black Jack Special ~Inochi wo meguru mittsu no kiseki~ (ブラック・ジャックスペシャル ～命をめぐる4つの奇跡～?, Burakku Jakku Supesharu ~Inochi wo meguru mittsu no kiseki~) è uno special televisivo anime di 4 episodi prodotto nel 2003 basato sul manga Black Jack. È inedito in Italia.
Questo special è stato creato prima della serie anime Black Jack 21: alcuni spezzoni tratti da questo special sono stati, infatti, utilizzati come flashback in Black Jack 21.

## Episodi
Ciascuno degli episodi si basa su delle storie del manga originale di Osamu Tezuka.

## Home video
Il 17 dicembre 2004 lo special è uscito in DVD in Giappone.

## Doppiaggio
| Personaggio | Doppiatore originale | Doppiatore inglese |
| ----------- | -------------------- | ------------------ |
| Black Jack  | Akio Ōtsuka          | Russell Wait       |
| Pinoko      | Yūko Mizutani        | Andrea Kwan        |